# Mai 1869

## Événements

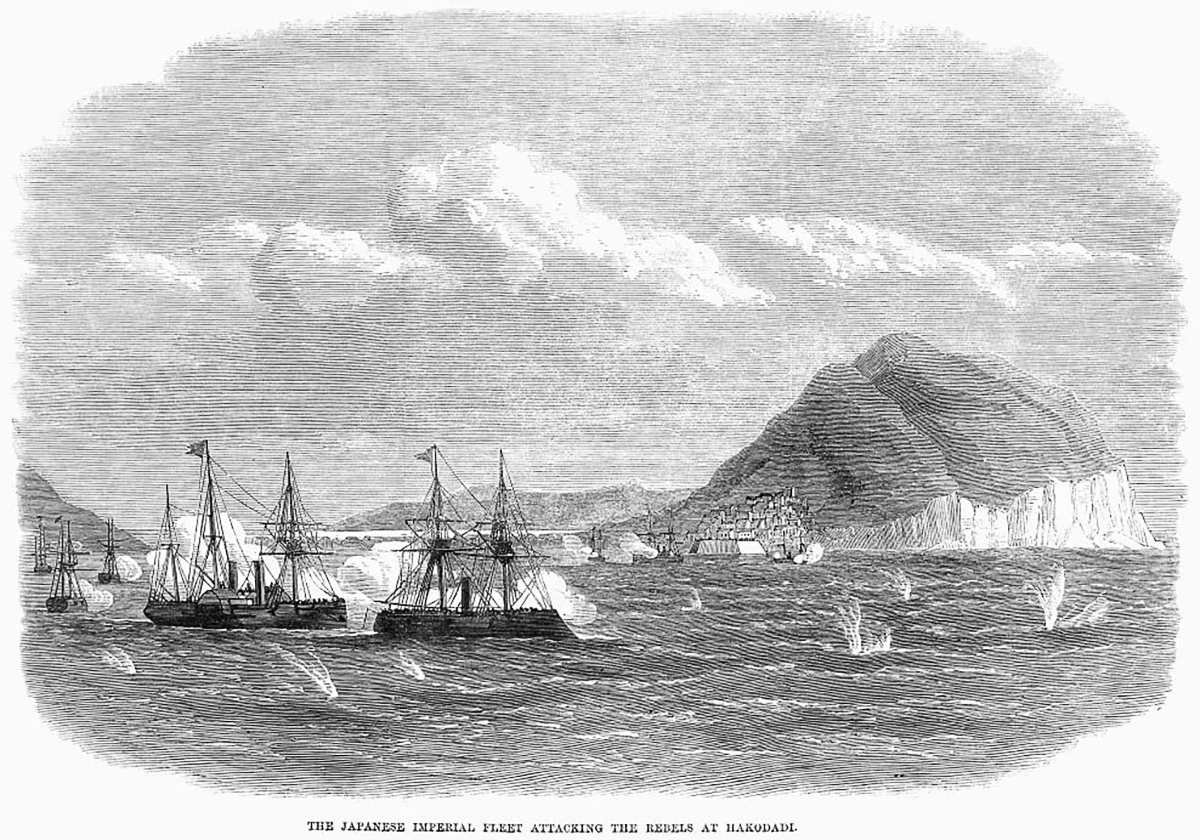
10 mai : bataille navale de Hakodate

- 4 - 10 mai : les derniers partisans du shogun, retranchés à Hakodate et soutenus par la France, capitulent.

- 10 mai : achèvement du premier chemin de fer transcontinental aux États-Unis.

- 15 mai, France : Léon Gambetta présente, à Belleville, le programme du Parti républicain.

- 17 mai : Fin de la bataille de Hakodate

- 24 mai : élection du corps législatif, échec relatif du gouvernement. L'opposition rassemble près de 40 % des voix et fait élire 74 députés républicains (dont Gambetta et Thiers).
  - Programme républicain de Belleville.

## Naissances
- 15 mai : Litri (Miguel Báez Quintero), matador espagnol († 14 janvier 1932).
- 17 mai :
  - Joseph Vallier (mort le 26 août 1935), personnalité politique française
  - Louis Moufflet, militaire français
  - Manuel Basulto Jiménez (mort le 12 août 1936), évêque espagnol

- 30 mai : Giulio Douhet, général et théoricien militaire italien († 15 février 1930).

## Décès
- 11 mai : Hijikata Toshizo, vice-capitaine du Shinsen Gumi, guerrier japonais.
- 14 mai : Francisco Laso, peintre péruvien (° 10 mai 1823)